# Плавских, Владимир Дмитриевич
Владимир Дмитриевич Плавских (1939—2003) —  советский российский учёный, специалист в области горного дела. Лауреат премии Правительства Российской Федерации в области науки и техники. Заслуженный изобретатель РСФСР (1981 г.).
В 1960 г. окончил Новосибирский электротехнический институт. Инженер на Бердском радиозаводе (1960—1962), преподаватель Новосибирского электротехнического техникума (1962—1964).
С 1964 г. работал в Институте горного дела СО АН СССР (РАН). Кандидат технических наук. Зав. лабораторией механизации подземного строительства (1992—1997), руководитель научного коллектива «Геотехнолог» (1997—2003).

## Публикации
Автор книги «Пневмопробойники» (Новосибирск, 1990).

## Награды
Лауреат премии Правительства Российской Федерации в области науки и техники 2000 года за создание и внедрение конкурентоспособной технологии и оборудования по замене сетей водоотведения в городских условиях без производства земляных работ .